# Regine Velasquez
Regina Encarnacion Ansong Velasquez hay còn được khán giả biết đến với nghệ danh là Regine Velasquez (sinh ngày 22 tháng 04 năm 1970 tại Manila, Philippines) là một nữ ca sĩ, nhạc sĩ, diễn viên, người dẫn chương trình, đạo diễn phim, nhà thiết kế thời trang kiêm người mẫu nổi tiếng người Philippines.